# Esquipulas, Guatemala
Esquipulas är en kommunhuvudort i Guatemala.   Den ligger i departementet Departamento de Chiquimula, i den sydöstra delen av landet, 130 km öster om huvudstaden Guatemala City. Esquipulas ligger 940 meter över havet och antalet invånare är 20 674.
Terrängen runt Esquipulas är kuperad österut, men västerut är den bergig. Esquipulas ligger nere i en dal. Runt Esquipulas är det ganska tätbefolkat, med 90 invånare per kvadratkilometer. Esquipulas är det största samhället i trakten. I omgivningarna runt Esquipulas växer huvudsakligen savannskog.